# ایم دونگ-هیون
ایم دونگ-هیون (کره‌ای: 임동현؛ ۱۲ مهٔ ۱۹۸۶) کماندار اهل کره جنوبی است.
وی در مسابقات کشوری و بین‌المللی در مجموع برندهٔ ۱۳ مدال طلا، ۲ مدال نقره، ۳ مدال برنز شده‌است.